# Bibliotheks- und Hörsaalgebäude der Universität Mannheim
Das Bibliotheks- und Hörsaalgebäude der Universität Mannheim, ein Gebäude der Universität Mannheim, ist ein Werk von Gottfried Böhm im Stil der Postmoderne und ein Kulturdenkmal.

## Geografische Lage
Das Gebäude liegt im Quadrat A 3, gegenüber dem Schloss Mannheim, in der Nähe der Jesuitenkirche und des Palais Bretzenheim. Das Gebäude nimmt auf das historische Umfeld Rücksicht, indem es dessen Baufluchten, Traufhöhe, Gliederung und Farbigkeit aufnimmt.

## Geschichte
Der Auftrag für den Bau wurde 1986 vom Land Baden-Württemberg beschränkt ausgeschrieben. Acht Baufirmen wurden aufgefordert, ein Angebot abzugeben. Sie sollten auch jeweils den Entwurf eines Architekten vorlegen. Die Bauaufgabe umfasste eine Bibliothek mit dem Schwerpunkt der Magazin-Funktion und einen großen, 700 Personen fassenden Hörsaal (Auditorium maximum). Der erste Preis ging an Züblin, Stuttgart, und Gottfried Böhm. Der Auftrag wurde im November 1986 vergeben und das Gebäude im Oktober 1988 fertiggestellt.
Von 2012 bis 2013 fand eine umfassende Sanierung des Hörsaals statt. Das Gebäude erhielt dabei auch eine neue Klimaanlage, die sogenannte Bauer-Lüftung.

## Gebäude

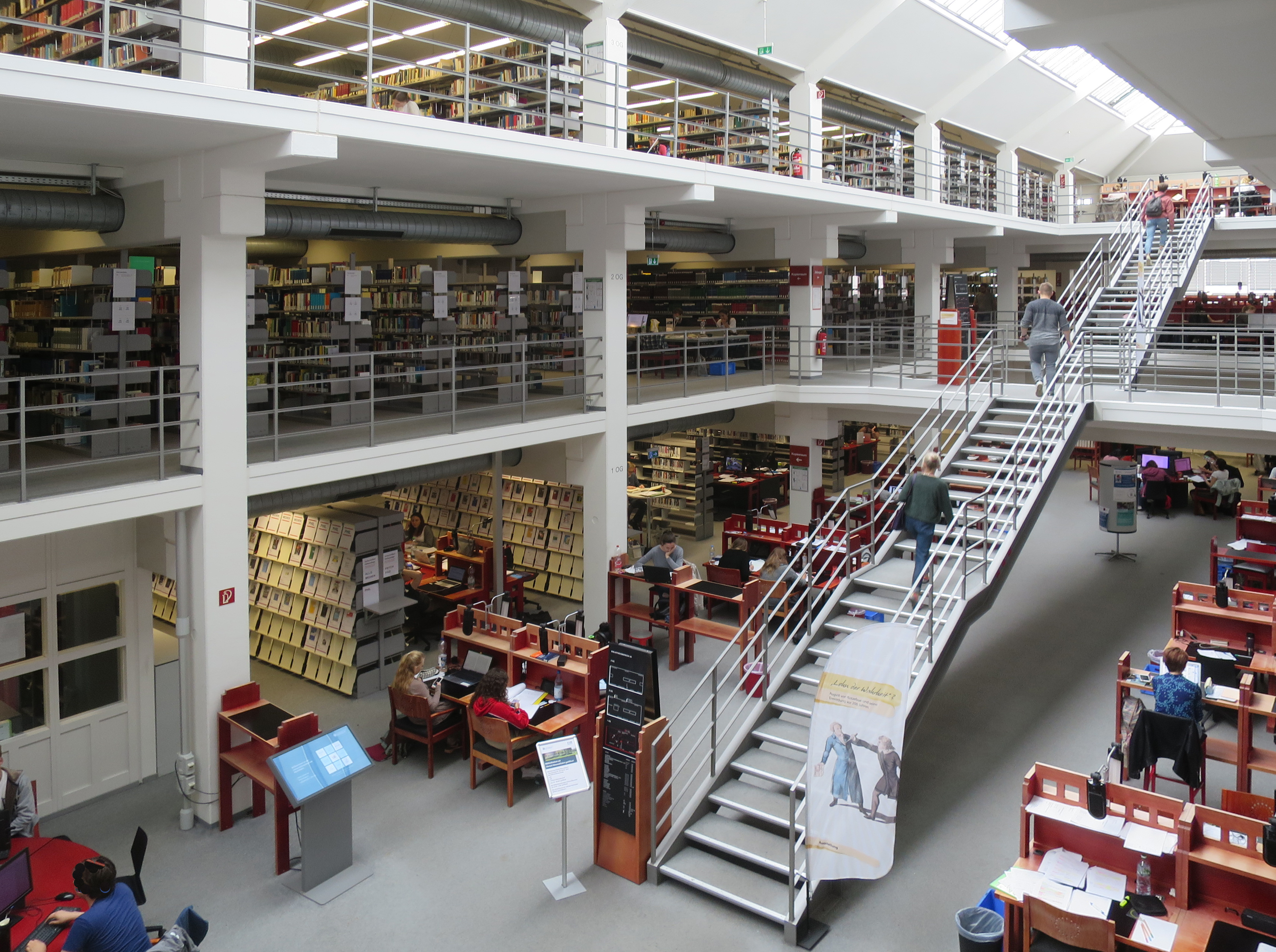
Zentrale Halle

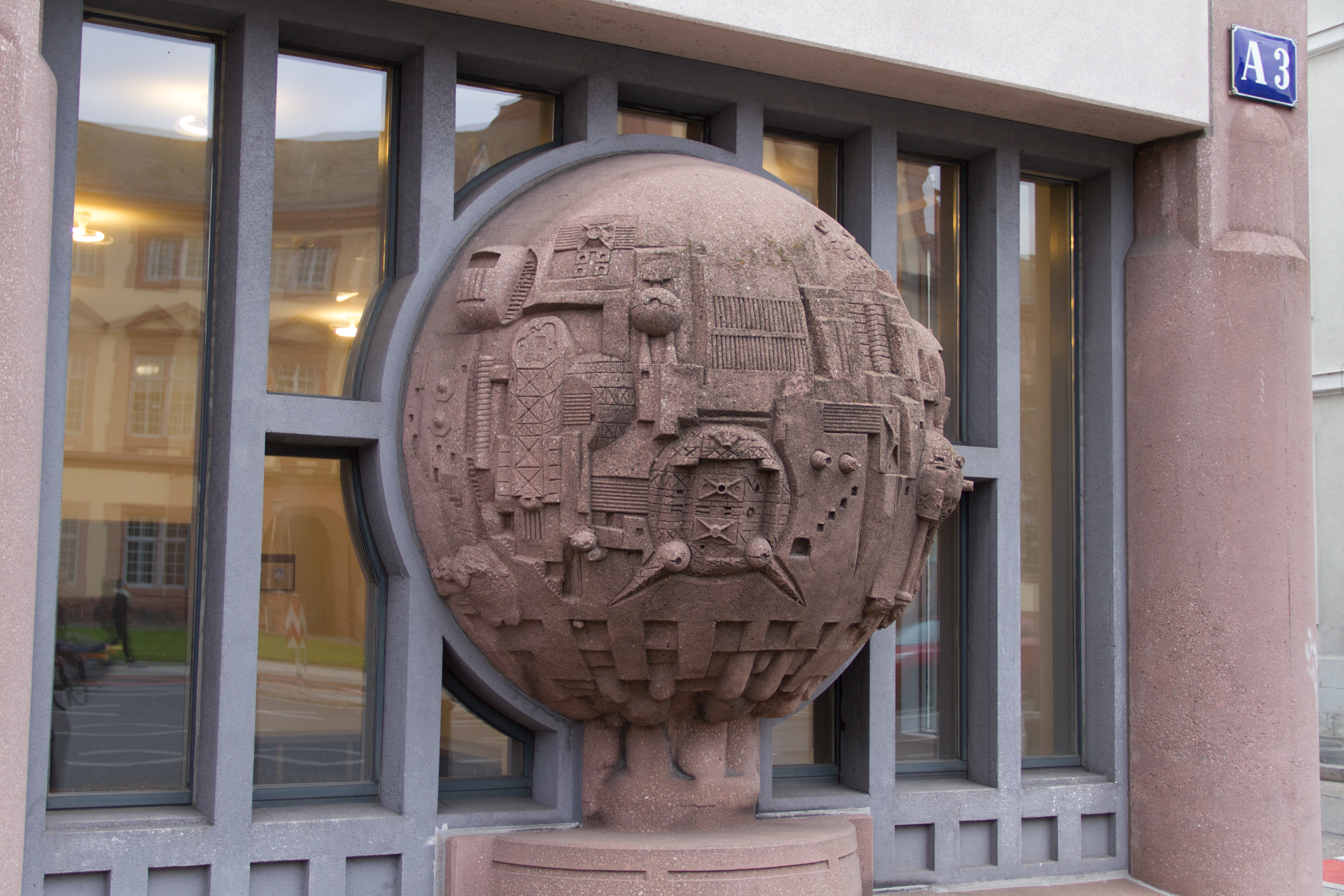
Fassadendetail

Ausgeführt wurde ein Stahlskelettbau mit Beton-Fertigteilen. Nur die Treppenhäuser wurden aus Ortbeton hergestellt.
Das Gebäude ist viergeschossig. Der langrechteckige Grundriss teilt sich in drei Schiffe, äußerlich erkennbar durch je ein eigenes Walmdach. Das mittlere ist ein Glasdach, das den größten Teil der inneren Belichtung sicherstellt. Die Außenwände sind überwiegend mit Wandplatten aus Beton gegliedert und weisen pro Wandplatte immer nur einen zentriert platzierten, kleinen Okulus auf. Die Okuli sind von gegossenen Glasbausteinen gerahmt. Diese Wandgestaltung wird an der Stirnseite vor dem Mittelschiff unterbrochen: Hier besteht die Fassade aus bedruckten Aluminiumplatten mit dem Titelblatt des Mannheimer Generalanzeigers vom 24. Juli 1907, dem Gründungsdatum der Handelshochschule Mannheim, Vorgängerin der Universität.
Auffälligstes Merkmal der Außengestaltung sind die „Kugelbäume“, große, aufgeständerte Kugeln aus rot eingefärbtem Beton, die sie wie aus Buntsandstein wirken lassen. Sie stehen im Erdgeschoss entlang der Längsseiten des Gebäudes, jeweils eine zwischen zwei Pfeilern: 10 entlang der Straßenfront sowie eine weitere auf der gegenüberliegenden Seite, weil das Gebäude dort überwiegend an Bebauung grenzt. Die Kugeln sind skulptural gestaltet und symbolisieren die Siedlungsgeschichte der Menschheit. Gottfried Böhm schuf 10 Halbkugeln. Zwei Halbkugeln mit je gleichem Motiv sind zu einem Baum zusammengesetzt. Inhalt sind architektonische Motive.

Erschlossen wird das Gebäude über ein Vestibül mit vierläufiger, mittig und frei platzierter Treppe. Um das Treppenhaus sind im ersten Obergeschoss Büros angeordnet. Im Erd- und im Tiefgeschoss befindet sich der Hörsaal. Die drei darüber liegenden Geschosse dienen der Bibliothek. Das Mittelschiff umfasst die Gesamthöhe dieser drei Stockwerke. Hier sind die Leseplätze untergebracht. Die Seitenschiffe dienen als Büchermagazin.

## Rezeption
Bauzeitlich wurde das Gebäude als „zu modern“ und unverträglich mit den nach dem Zweiten Weltkrieg rekonstruierten barocken Gebäuden in der Umgebung kritisiert.
Seit 2016 ist das Gebäude Kulturdenkmal nach dem Denkmalschutzgesetz des Landes Baden-Württemberg, aus künstlerischen und wissenschaftlichen Gründen. Es ist damit eines der jüngsten denkmalgeschützten Bauwerke in Baden-Württemberg.